# Augusts Brigmanis
Augusts Brigmanis, född 1952, är en lettisk politiker, och partiledare för De grönas och böndernas förbund (ZZS).